# 카이로소프트
카이로소프트(Kairosoft)는 일본의 게임 회사이며, 1996년에 설립하고, 2010년부터 안드로이드 (운영 체제)게임을 출시하여, 유명해진 회사이다.
2016년부터 안드로이드 (운영 체제)와 iOS에서 공식적으로 한국어가 추가 되었다.

## 출시한 게임
- 개점 백화점 일기
- 게임발전국
- 모락모락 온천골
- 크루즈 대기행
- 해물!! 초밥 거리
- 어패럴 양품점
- 대성 미식가 식당
- 애니메이션 스튜디오
- 발굴!피라미드 왕국
- 명문 포켓학원 1
- 명문 포켓학원 2
- 꿈같은 내 집 마련 이야기
- 창작 파티쉐부
- 만남 출판국
- 두근두근 만화도장
- 만화 오솔길
- 소셜 꿈이야기
- 테니스 클럽 이야기
- 모형 정원 시티 철도
- 게임 센터 구락부
- 별이 된 카이로군
- 모험! 던전마을
- 개척 서바이벌 섬
- 아스트로 탐험대
- 합전 닌자 마을
- 오오 에도타운즈
- 재벌 타운즈
- 대자연 이야기
- 푸른 하늘 비행대
- 대해적 퀘스트 섬
- 발진!! 히어로 기지
- 하늘의 헥타르 농장
- 카드 체인지 목장
- 우걱우걱 카이로군
- 끌어당겨라! 고양이 반쵸
- 마법사 퀘스트
- 코다와리 라면관
- 코다와리 라면관 전국편
- 친구 예능방
- 개막! 패독 GP
- 사커 클럽 이야기 1
- 사커 클럽 이야기 2
- G1 목장 스테이크스
- 와글와글 게임판매점
- 만화 외길
- 열대 수영장 팰리스
- 스키장 스토리
- 와글와글 퀘스트 이야기
- 영화공방 스토리
- 왕국 건설 스토리
- 농구리그 스토리
- 모락모락 온천골 2
- 챔피언 복싱 스토리
- 버거체인 스토리
- 써니캠프 스토리

## 같이 보기
- 게임

카이로소프트 사이트